# قياس الاستدامة

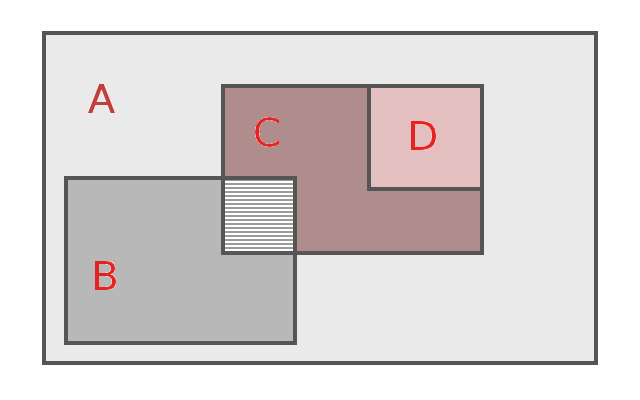

يُعتبر قياس الاستدامة الأساس الكمي للإدارة المُطلعة للاستدامة. ما زالت المقاييس المستخدمة لقياس الاستدامة (بما في ذلك استدامة المجالات البيئية والاجتماعية والاقتصادية، سواء على المستوى الفردي أو في تريكباتٍ مختلفة) آخذة في التطور: فهي تشمل المؤشرات والمعايير ومراجعات الحسابات والفهارس والمحاسبة، فضلاً عن التقييم والتوصية ونظم التقرير الأخرى. حيث يتم تطبيقها على نطاقٍ واسع من المقاييس المكانية والزمانية.
تتضمن بعض تدابير الاستدامة الأكثر شهرة والأكثر استخداماً على نطاق واسع تقارير الاستدامة للشركات، والمحاسبة ذات الحصيلة الثلاثية، وتقديرات جودة حكم الاستدامة في كل بلد باستخدام مؤشر الاقتصاد الأخضر العالمي، ومؤشر الاستدامة البيئية ومؤشر الأداء البيئي. هناك نهج بديل يستخدمه برنامج مدن الميثاق العالمي للأمم المتحدة وينتقد صراحةً نهج الحصيلة الثلاثية وهو دوائر الاستدامة.

## الحاجة للاستدامة وإطارها
أصبحت تنمية الاستدامة مقياساً للتحسين الصناعات ويجري دمجها في استراتيجيات العمل الفعّالة. تشمل احتياجات قياس الاستدامة تحسين العمليات، وعمل مقارنة مرجعية للأداء، وتتبع التقدم، وعملية التقييم، إلخ. لغرض بناء مؤشرٍ مناسب للاستدامة، تم تطوير إطارٍ للعمل وفق الخطوات التالية:
1. تحديد النظام - يتم تعريف نظام مناسب ومحدد. يتم رسم حدود النظام المناسبة لإجراء المزيد من التحليل.
2. عناصر النظام - يتم تحليل جميع المواد المُدخلة، والمُخرجة، والانبعاثات، والطاقة والعناصر المساعدة الأخرى بشكل صحيح. يتم تحديد شروط العمل وعوامل المُعالجة والخصائص في هذه الخطوة.
3. اختيار المؤشرات - يتم اختيار مؤشرات القياسات التي يتعين إجرائها. هذا يشكل مقياس النظام الذي يتم تحليله في الخطوات الإضافية.
4. التقييم والقياس - تُستخدم أدوات التقييم الصحيحة وتُجرى الاختبارات أو التجارب للمؤشرات المحددة مسبقاً لإعطاء قيمة لقياس المؤشرات.
5. تحليل النتائج ومراجعتها - بمجرّد الحصول على النتائج، يتم إجراء تحليلٍ وتفسيرٍ مناسبين وتُستخدم الأدوات لتحسين ومراجعة العمليات الموجودة في النظام.

## مؤشرات الاستدامة ووظائفها
يتمحور الهدف الرئيسي لمؤشرات الاستدامة حول إعلام عملية صنع السياسات العامة كجزءٍ من عملية حكم الاستدامة. يمكن أن توفر مؤشرات الاستدامة معلومات عن أي جانب من جوانب التفاعل بين البيئة والأنشطة الاجتماعية والاقتصادية. تتعامل مجموعات بناء المؤشرات الإستراتيجية بشكلٍ عام مع بضعة أسئلةٍ بسيطة: ما الذي يحدث؟ (المؤشرات الوصفية)، وهل هي مهمة وهل سنحقق الأهداف؟ (مؤشرات الأداء)، وهل نحن نتحسن؟ (مؤشرات الكفاءة)، وهل تعمل التدابير؟ (مؤشرات فعالية السياسة)، وهل نحن أفضل حالاً بشكل عام؟ (مؤشرات الرفاه الكلي). يستخدم أحد الأطر العامة الشائعة التي تستخدمها الوكالة البيئة الأوروبية تعديلاً طفيفاً لنظام منظمة التعاون الاقتصادي والتنمية. يقسم هذا الأثر البيئي إلى خمس مراحل. تعمل التطورات الاجتماعية والاقتصادية (الاستهلاك والإنتاج) على دفع أو بدء الضغوط البيئية والتي بدورها تنتج تغييراً في حالة البيئة مما يؤدي تأثيرات ذات أنواعٍ مُختلفة. يمكن تقديم الاستجابات المجتمعية (السياسات الموجهة من خلال مؤشرات الاستدامة) في أي مرحلة من سلسلة الأحداث هذه.

## المقاييس على النطاق العالمي
هناك العديد من المؤشرات التي يمكن استخدامها كأساسٍ لقياس الاستدامة. تضم بعض المؤشرات الشائعة ما يلي:
مؤشرات الاستدامة البيئية:
1. إمكانية الاحترار العالمي
2. إمكانية تحمض المحيطات
3. إمكانية نضوب طبقة الأوزون
4. العمق الضوئي للهباء الجوي
5. إمكانية إغناء الماء
6. إمكانية الإشعاعات المؤينة
7. إمكانية تكون الأوزون الكيميائي الضوئي
8. معالجة المخلفات
9. استخدام المياه العذبة
10. استخدام موارد الطاقة

المؤشرات الاقتصادية:
1. الناتج المحلي الإجمالي
2. الميزان التجاري
3. دخل الحكومة المحلية
4. الربح والقيمة والضرائب
5. الاستثمارات

المؤشرات الاجتماعية:
1. خلق الوظائف
2. أسهم رأس المال
3. الصحة والسلامة
4. التعليم
5. ظروف السكن/المعيشة
6. التماسك الاجتماعي
7. الضمان الاجتماعي

بسبب الأعداد الكبيرة من المؤشرات المختلفة التي يمكن استخدامها لقياس الاستدامة، من المطلوب أجراء التقييم والمراقبة المناسبين. من أجل تنظيم الفوضى والاضطراب في اختيار المقاييس، تم إنشاء منظمات محددة تقوم بتجميع المقاييس تحت فئات مختلفة وتحديد المنهجية المناسبة لتنفيذها لإجراء القياس. وتوفر تقنيات النمذجة والفهارس لمقارنة القياسات ولديها طرق لتحويل نتائج القياس العلمي إلى مصطلحات سهلة الفهم.

### مقاييس الموارد
يمكن أن يرتبط جزء من هذه العملية مع استخدام الموارد مثل محاسبة الطاقة أو مع المقاييس الاقتصادية أو قيم نظام الأسعار مقارنةً بالاقتصاديات غير السوقية المحتملة، لفهم استخدام الموارد.
إحدى المهام الضرورية لنظرية الموارد (اقتصاديات الطاقة) هي تطوير طرق لتحسين عمليات تحويل الموارد. يتم وصف هذه النظم وتحليلها عن طريق منهجيات الرياضيات والعلوم الطبيعية. مع ذلك، سيطرت العوامل البشرية على تطوير منظورنا للعلاقة بين الطبيعة والمجتمع منذ الثورة الصناعية على الأقل، وأثرت بشكلٍ خاص في كيفية وصفنا وقياسنا للآثار الاقتصادية للتغيرات في جودة الموارد. تتطلب النظرة المتوازنة لهذه القضايا فهماً للإطار المادي الذي يجب أن تعمل فيه جميع الأفكار والمؤسسات والطموحات الإنسانية.

### النسبة بين الطاقة العائدة والطاقة المستثمرة
عندما بدأ إنتاج النفط لأول مرة في منتصف القرن التاسع عشر، استعادت أكبر حقول النفط خمسين برميلاً من النفط مقابل كل برميل تم استخدامه في الاستخراج والنقل والتكرير. وغالباً ما يشار إلى هذا باسم «النسبة بين الطاقة العائدة والطاقة المستثمرة.» حالياً، يتم استعادة ما بين برميلٍ واحد وخمسة براميل من النفط لكل برميلٍ مكافئٍ في الطاقة يُستخدم في عملية الاستعادة. مع انخفاض النسبة بين الطاقة العائدة والطاقة المستثمرة إلى واحد، أو ما يعادل انخفاض صافي الطاقة إلى الصفر، لن يُصبح إنتاج النفط مصدراً مُنتجاً للطاقة. يحدث هذا قبل وقتٍ طويلٍ من استنفاد المورد فيزيائياً.
من المهم فهم الفرق بين برميل النفط، الذي هو مقياس لكميته، ومكافئ برميل النفط، الذي هو مقياس للطاقة الناتجة عنه. لا تخضع العديد من مصادر الطاقة، مثل الانشطار النووي، والطاقة الشمسية، وطاقة الرياح، والفحم، لقيود الإمداد ذات المدى القريب التي يخضع لها النفط. وفقاً لذلك، يمكن استغلال مصدر النفط الذي يتمتع بنسبة تُعادل النصف بين الطاقة العائدة والطاقة المستثمرة بشكلٍ مفيد إذا كانت الطاقة اللازمة لإنتاج هذا النفط تأتي من مصدر طاقةٍ رخيصٍ ووفير. أدى توفر الغاز الطبيعي الرخيص، لكن صعب النقل، في بعض حقول النفط إلى استخدام الغاز الطبيعي لتغذية الاستخلاص المُحسن للنفط. وبالمثل، يتم استخدام الغاز الطبيعي بكمياتٍ هائلة لتشغيل معظم مصانع نفط أثاباسكا الرملي. أدى الغاز الطبيعي الرخيص أيضاً إلى إنتاج وقود الإيثانول الحيوي بنسبة أقل من 1 بين الطاقة العائدة والطاقة المستثمرة، على الرغم من أنّ الأرقام في هذا المجال مثيرة للجدل لأنّ طرق قياس النسبة بين الطاقة العائدة والطاقة المستثمرة لا تزال موضع جدال.

## النماذج الاقتصادية القائمة على النمو
بقدر ما كان النمو الاقتصادي مدفوعاً بنمو استهلاك النفط، يجب أن تتكيف مجتمعات ما بعد الذروة. آمن عالم الجيولوجيا ماريون كينج هوبرت بأنّ: 
«قيودنا الرئيسية هي ثقافية المبدأ. خلال القرنين الماضيين، لم نكن نعرف شيئاً سوى النمو الأسّي وبالتوازي مع ذلك قمنا بتطوير ما يرقى إلى ثقافة النمو الأسّي، وهي ثقافة تعتمد اعتماداً كبيراً على استمرار النمو الأسّي لاستقرارها، بحيث أصبحت غير قادرةٍ على تقدير مشاكل عدم النمو.»
يصف بعض الاقتصاديين المشكلة بأنها نمو غير اقتصاديٍ أو اقتصادٍ زائف. من جانب اليمين السياسي، حذّر فريد إيكل من «إدمان المحافظين على يوتوبيا النمو الدائم.» أبطأ انقطاع النفط لفترة وجيزة في عامي 1973 و1979 نمو الناتج المحلي الإجمالي العالمي بشكلٍ ملحوظ – ولكنه لم يُوقفه.
بين عامي 1950 و1984، عندما حولت الثورة الخضراء الزراعة في جميع أنحاء العالم، زاد الإنتاج العالمي من الحبوب بنسبة 250٪. تم توفير الطاقة للثورة الخضراء من خلال الوقود الأحفوري على شكل أسمدة (الغاز الطبيعي)، ومبيدات الآفات (النفط)، والري بالغاز الهيدروكربوني.
قدّر ديفيد بيمنتل، أستاذ البيئة والزراعة في جامعة كورنيل، وماريو جيامبيترو، باحث رئيسي في المعهد القومي لبحوث الأغذية والتغذية، في دراستهما بعنوان «الغذاء والأرض والسكان والاقتصاد الأمريكي» الحد الأقصى لسكان الولايات المتحدة لتحقيق الاقتصاد المستدام بـ 200 مليون شخص. ولتحقيق اقتصاد مستدام على المُستوى العالمي، يجب تخفيض عدد سكان العالم بمقدار الثلثين، وذلك وفقاً للدراسة. بدون انخفاض عدد السكان، تتوقع الدراسة حدوث أزمةٍ زراعية ابتداءً من عام 2020، لتُصبح حرجةً في عام 2050. قد تؤدي ذروة النفط العالمية إلى جانب انخفاض الإنتاج الإقليمي للغاز الطبيعي إلى تسريع حدوث هذه الأزمة الزراعية في وقتٍ أقرب مما كان متوقعاً بشكلٍ عام. يدّعي عالم الجيولوجيا ديل ألين بفيفر أنً العقود القادمة يمكن أن تشهد ارتفاعاً في أسعار المواد الغذائية بشكلٍ مستمر وحدوث مجاعةٍ هائل على مستوى عالمي لم نشهد مثلها من قبل.

## انظر أيضا

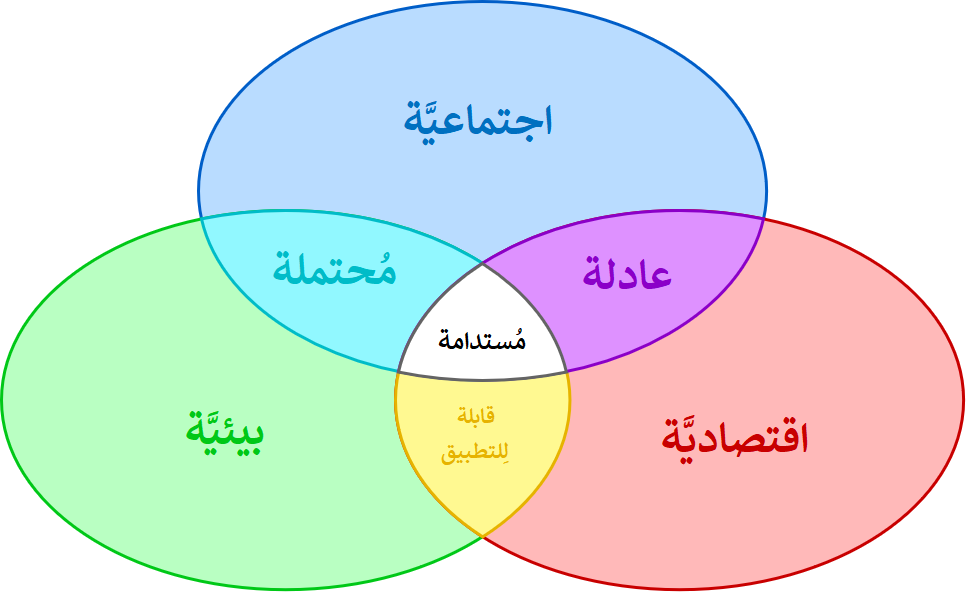
أيقونة بوابة التنمية المستدامة